# Fin de semana
La expresión fin de semana, de forma coloquial finde, hace referencia al período habitual de descanso y ocio que suele comprender el último día de la semana, domingo. El domingo es día festivo en la mayoría de las legislaciones del mundo.
Aun cuando se toma como un tiempo de descanso, ocio y recreación, hay profesiones u oficios que requieren que se labore en este período, caso de los cuerpos de emergencia (médicos, bomberos, policías, etc.) y de un modo particular este lapso de tiempo es de mayor demanda en las empresas prestadoras de servicio turístico.

## Del fin de semana de un día al fin de semana de tres días
La evolución del período de descanso y/o festivo comienza con la consideración del domingo o sábado como día sagrado dedicado al culto y al descanso. Evoluciona desde finales del siglo XIX ampliándose incorporando la tarde del sábado y luego el sábado completo durante el siglo XX y, en algunos países, incorporándose la tarde del viernes, y se presume que el viernes completo pueda incorporarse como período de descanso y ocio.
En algunos países se suele incluir también los lunes festivos, que son considerados fines de semana 'largos' o puentes festivos. Así pues, fin de semana es una expresión que se usa para referirse a estos días. En México, de acuerdo a la norma ISO 8601, el fin de semana, empieza el día sábado, salvo que el viernes sea también festivo, en cuyo caso comenzaría el dia viernes.